# Zvonice Ivana Velikého

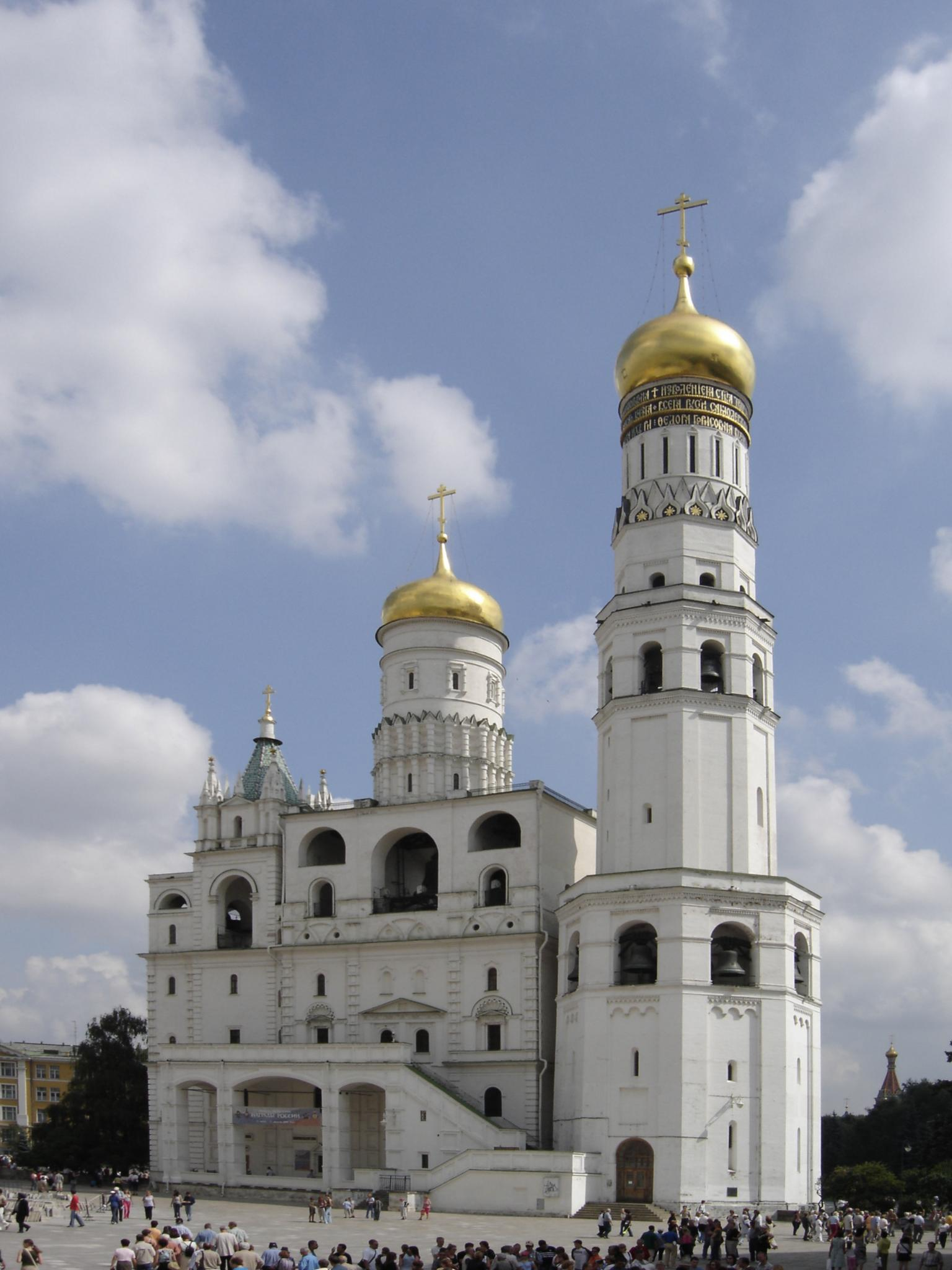
Zvonice Ivana Velkého

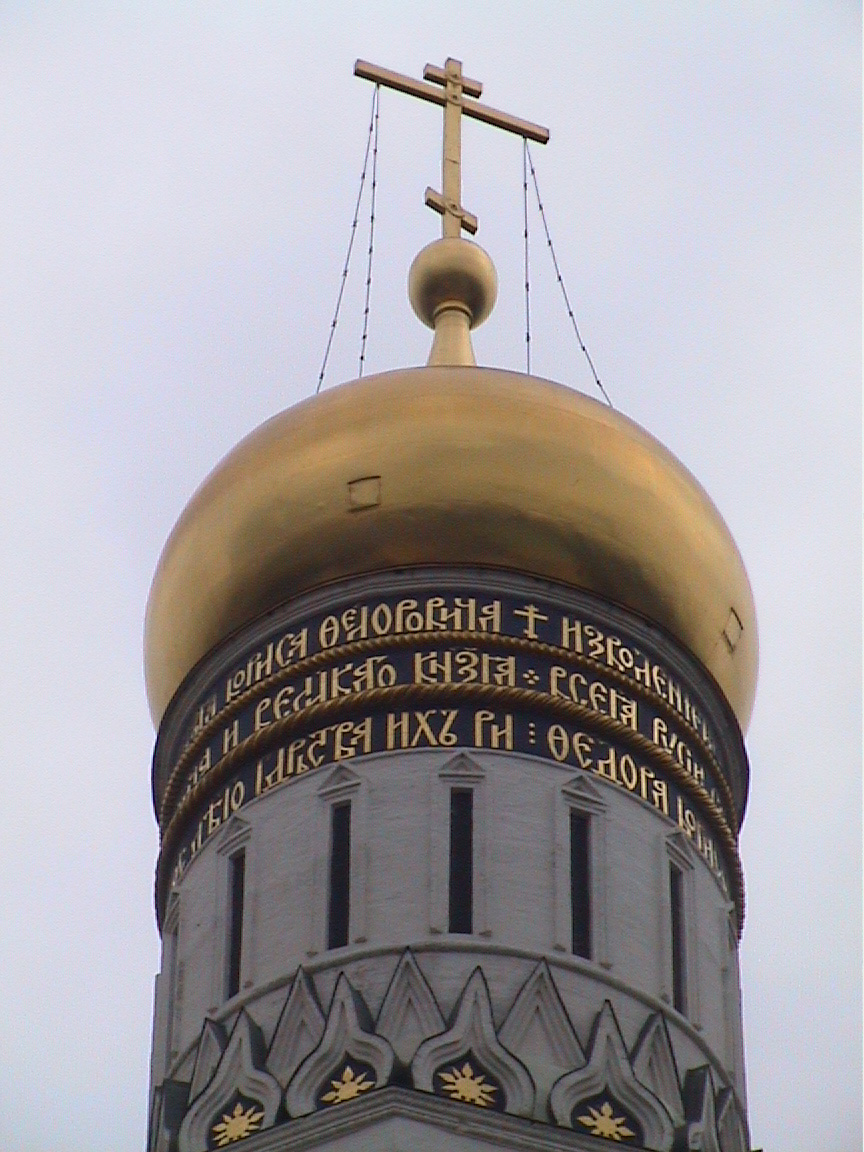
Zlatý nápis Borise Godunova pod kupolí zvonice

Zvonice Ivana Velikého (rusky Колокольня Ивана Великого) patří mezi nejimpozantnější památky v Moskvě. Až do stavby Katedrály Krista Spasitele byla považována za nejvyšší stavbu v Moskvě. Nachází se na Chrámovém náměstí Moskevského kremlu.

## Historie
První zvonice stála na tomto místě už v roce 1329. Car Ivan III. se rozhodl starou zvonici zbourat a na jejím místě postavit novou impozantní zvonici, která svojí výškou měla symbolizovat moc cara a pravoslavné víry. Zvonice začala být budována podle plánů architekta italského původu Bona Frjazinana na osmihranném základě. Byla postavena v letech 1508 až 1600. Dokončena byla za vlády Borise Godunova. Z těchto dob pochází i zlatý nápis pod kupolí o jejím dokončení. Svojí výškou 81 metrů se stala nejvyšší stavbou ve městě. Poškozena byla v době vpádu napoleonských vojsk v roce 1812 a od roku 1917 byla pro návštěvníky Moskvy uzavřena.

## Současnost
Zvonice v současnosti opět plní svoji funkci pro blízké pravoslavné chrámy na Chrámovém náměstí v Kremlu. Mnozí ji označují přezdívkou "hořící svíce", protože svojí štíhlostí a zlatou kupolí ji mnoha lidem připomíná. Před zvonicí turisté mohou obdivovat další dvě pamětihodnosti. První z nich je nejtěžší zvon na světě Car kolokol (rusky Царь–колокол) z roku 1735 na žulovém podstavci. Paradoxem je, že nikdy nesloužil ke svému původnímu účelu. Druhou památkou je největší dělo na světě Car-puška (odlité v roce 1586), ze kterého ale také nebylo nikdy vystřeleno).